# Kanadai férfi vízilabda-válogatott
A kanadai férfi vízilabda-válogatott Kanada nemzeti csapata, amelyet az Kanadai Vízisportok Szövetsége (angolul: Aquatic Federation of Canada) irányít.

## Eredmények

### Olimpiai játékok
- 1900 — Nem vett részt
- 1904 — Nem vett részt
- 1908 — Nem vett részt
- 1912 — Nem vett részt
- 1920 — Nem vett részt
- 1924 — Nem vett részt
- 1928 — Nem vett részt
- 1932 — Nem vett részt
- 1936 — Nem vett részt
- 1948 — Nem vett részt
- 1952 — Nem vett részt
- 1956 — Nem vett részt
- 1960 — Nem vett részt
- 1964 — Nem vett részt
- 1968 — Nem vett részt
- 1972 — 16. hely
- 1976 — 9. hely
- 1980 — Nem jutott be
- 1984 — 10. hely
- 1988 — Nem vett részt
- 1992 — Nem vett részt
- 1996 — Nem jutott be
- 2000 — Nem jutott be
- 2004 — Nem jutott be
- 2008 — 11. hely
- 2012 — Nem jutott be
- 2016 — Nem jutott be

### Világbajnokság
- 1973 – Nem vett részt
- 1975 – 14. hely
- 1978 – 14. hely
- 1982 – 14. hely
- 1986 – 13. hely
- 1991 – 13. hely
- 1994 – 14. hely
- 1998 – 13. hely
- 2001 – 15. hely
- 2003 – 14. hely
- 2005 – 13. hely
- 2007 – 12. hely
- 2009 – 8. hely
- 2011 – 10. hely
- 2013 – 11. hely
- 2015 – 9. hely
- 2017 – 15. hely
- 2023 – 11. hely
- 2024 – Nem jutott ki
- 2025 – 11. hely

### Világliga
| Év   | Helyezés       | Év   | Helyezés       | Év   | Helyezés |
| ---- | -------------- | ---- | -------------- | ---- | -------- |
| 2002 | Nem vett részt | 2008 | 6. hely        | 2014 | 6. hely  |
| 2003 | Nem vett részt | 2009 | Nem vett részt |      |          |
| 2004 | Nem vett részt | 2010 | Nem vett részt |      |          |
| 2005 | Selejtező kör  | 2011 | 7. hely        |      |          |
| 2006 | Selejtező kör  | 2012 | Nem jutott be  |      |          |
| 2007 | 7. hely        | 2013 | Nem jutott be  |      |          |

### Világkupa
- 1979–2010: Nem vett részt